# Proschismotherium
Proschismotherium — вимерлий рід наземних лінивців родини Megalonychidae, ендемік Аргентини в ранньому міоцені. Він жив від 17,5 до 16,3 млн років тому. Тип і єдиний вид, P. oppositum, був названий у 1902 році Флорентіно Амегіно на основі єдиного зразка, знайденого в колподонових шарах Сантакруціану в Аргентині. Амегіно в 1902 році відніс Proschismotherium до Megatheriidae поряд із Hapaloides, який був його сестринським таксоном.
Голотипну щелепу порівняли з щелепою Schismotherium fractum, і було виявлено, що вона має приблизно такий самий розмір, вказуючи на те, що Proschismotherium важив приблизно 45 кілограмів і виростав до 1 метра; оцінка розміру була приблизно заснована на Hapalops, а також Schismotherium.